# Pierre-Emile Martin
Pierre-Émile Martin (Bourges, 18 agosto 1824 – Fourchambault, 23 maggio 1915) è stato un ingegnere francese.

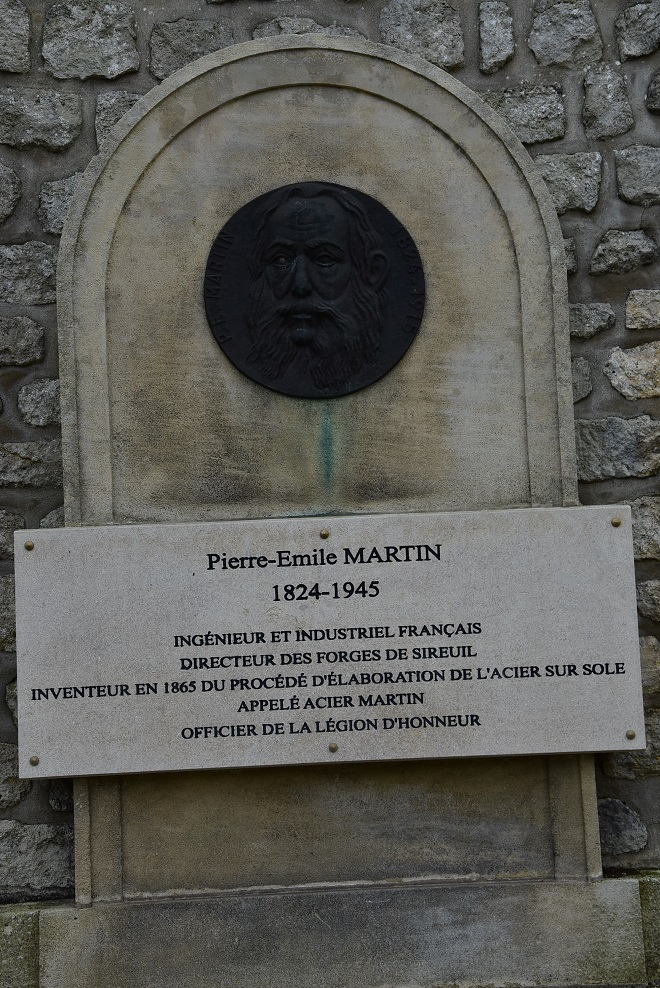
Monumento P-E Martin (1824-1915) a Angoulême, Francia... con un refuso !

Il forno Martin-Siemens prende il nome da Carl Wilhelm Siemens e da lui.